# Loma de Cabrera (kommun)
Loma de Cabrera är en kommun i Dominikanska republiken.   Den ligger i provinsen Dajabón, i den västra delen av landet, 200 km nordväst om huvudstaden Santo Domingo. Antalet invånare i kommunen är cirka 16 000.
Terrängen i Loma de Cabrera är huvudsakligen kuperad, men åt sydost är den bergig.